# Ian McKellen
Sir Ian Murray McKellen (Burnley, 25 maggio 1939) è un attore britannico.
Considerato tra i maggiori interpreti shakespeariani, tra il 1974 e il 1978 ha lavorato con la Royal Shakespeare Company di Londra; da allora cominciò a dedicarsi al teatro, lavorando saltuariamente anche in televisione, per poi avere un discontinuo rapporto con il cinema senza mai lasciare il teatro. È noto al grande pubblico soprattutto per il ruolo di Gandalf nelle trilogie cinematografiche de Il Signore degli Anelli e Lo Hobbit e per quello di Magneto nella serie di film degli X-Men.
Nel 1979 ha ottenuto il titolo di Commendatore dell'Ordine dell'Impero Britannico conferitogli dalla Regina Elisabetta II, seguito nel 1990 dall'ordine di Cavaliere delle Arti dell'Impero Britannico come riconoscimento alla carriera; nel 1999 ha ricevuto una candidatura al Premio Oscar al miglior attore protagonista per Demoni e dei e nel 2002 come miglior attore non protagonista per Il Signore degli Anelli - La Compagnia dell'Anello. Nel corso della sua carriera ha anche vinto un Golden Globe, un Tony Awards, sette Laurence Olivier Award e tre Drama Desk Awards. Nel 2022 un nuovo teatro a Edimburgo è stato battezzato Ian McKellen Theatre in suo onore.

## Biografia
Ian McKellen nacque in Inghilterra settentrionale, a Burnley, secondogenito di Denis McKellen, ingegnere civile e Margery Lois Sutcliffe. Nel settembre del 1939 la famiglia McKellen si trasferì nella città di Wigan, permettendo in seguito ad Ian di assistere per la prima volta a rappresentazioni di Shakespeare, e poi nel 1951 a seguito della promozione del padre si trasferirono nella città di Bolton. Nello stesso anno, Ian, all'epoca dodicenne, perse la madre, morta per un cancro al seno.
Fu nella scuola a Bolton che incominciò a recitare, coltivando così la sua passione di tutta una vita, per poi decidere di proseguire gli studi. All'età di diciotto anni vinse una borsa di studio presso la prestigiosa Università di Cambridge, dove frequentò il St. Catharine's College, laureandosi in letteratura inglese. I suoi studi teatrali proseguirono per alcuni anni, in piccole compagnie teatrali, fino al 1964, quando venne chiamato alla National Theatre Company. Sempre nel 1964, muore il padre in un incidente stradale.

### Vita privata e impegno sociale
McKellen è pescetariano e laburista. Dal 1988, anno in cui si è dichiarato pubblicamente omosessuale, ha incominciato il suo impegno nella lotta contro le discriminazioni. Celebre la sua battaglia, dai microfoni della BBC, contro la clause 28 del governo di Margaret Thatcher. In quello stesso anno si dichiara ateo.
McKellen è stato compagno di Brian Taylor, un professore di storia di Bolton. I due, la cui relazione è cominciata nel 1964 ed è terminata nel 1972, convivevano a Londra, dove McKellen ha continuato a perseguire la sua carriera come attore. Successivamente, nel 1978 ha incominciato una relazione con Sean Mathias, conosciuto al Festival di Edimburgo. Questo rapporto è durato fino al 1988. Secondo quanto dichiarato da Mathias, la storia d'amore è stata molto movimentata, a causa del successo di McKellen. Anni dopo, nel 2009, Mathias ha diretto McKellen e Patrick Stewart in Aspettando Godot; al cinema invece aveva già diretto l'ex compagno nel 1997, in un piccolo ruolo nel film Bent, in cui interpretava uno zio omosessuale al fianco di Clive Owen.
Ha un tatuaggio raffigurante il numero nove in elfico sulla spalla, in riferimento al suo coinvolgimento nella saga de Il Signore degli Anelli: il suo personaggio era infatti uno dei nove membri della Compagnia dell'Anello. Gli altri attori membri della compagnia (Elijah Wood, Sean Astin, Orlando Bloom, Billy Boyd, Sean Bean, Dominic Monaghan e Viggo Mortensen) hanno lo stesso tatuaggio, con l'eccezione di John Rhys-Davies, la cui controfigura, invece, si è fatto il tatuaggio. Nel 2012 ha dichiarato che nel 2006 gli era stato diagnosticato un cancro alla prostata. Il 18 giugno 2014 gli viene conferita una laurea honoris causa in Lettere dall'Università di Cambridge.

## Carriera

### Teatro

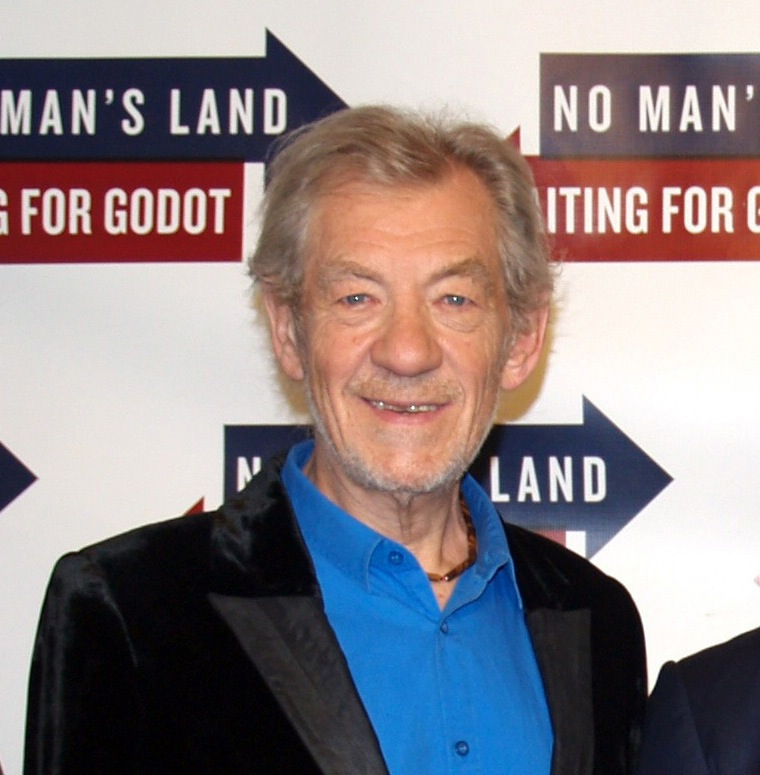
Ian McKellen a Manhattan nel 2013

I suoi primi passi nel mondo dello spettacolo cominciano nei campi estivi organizzati dalla scuola presso Stratford-upon-Avon, città natale di Shakespeare, dove, in occasione delle celebrazioni in onore del Bardo, ha la possibilità di assistere alle performance di grandi come Laurence Olivier, John Gielgud, Ralph Richardson. A tredici anni interpreta il suo primo ruolo (Malvolio ne La dodicesima notte). Continua a recitare durante il periodo dell'università, tra gli anni cinquanta e gli anni sessanta.
Dopo aver recitato in varie compagnie regionali esordisce sulla scena londinese nel 1964 nella tragicommedia Il profumo dei fiori di James Saunders. Nello stesso anno viene chiamato da Sir Laurence Olivier a far parte della National Theatre Company dell'Old Vic. Negli anni immediatamente successivi interpreta numerose parti da protagonista. Lavora per la Prospect Theatre Company alla fine degli anni sessanta, apparendo nel Riccardo II di Shakespeare e nell'Edoardo II di Marlowe. Con questo ruolo ottenne un enorme successo al festival di Edimburgo nel 1969, venendo poi considerato come il miglior attore classico della sua generazione.
Nel 1974 si unisce alla Royal Shakespeare Company (RSC) e al fianco di Judi Dench recita con grande successo in Macbeth, nelle Tre sorelle di Cechov e ancora in La dodicesima notte. Nel 1980 è a New York per la produzione di Amadeus di Peter Shaffer, nel ruolo di Salieri. Dal 1984 torna al National Theatre e interpreta Coriolano nella straordinaria produzione di Peter Hall. Negli anni novanta con la regia di Richard Eyre è Riccardo III, Kent in Re Lear, recita in Napoli milionaria! (1991) di Eduardo De Filippo, in una versione di Peter Tinniswood, e nel ruolo principale dello Zio Vanja (1992) di Cechov. Dal 2013 è in scena insieme con l'amico Patrick Stewart con due opere: Aspettando Godot di Samuel Beckett e Terra di nessuno di Harold Pinter.

### Cinema

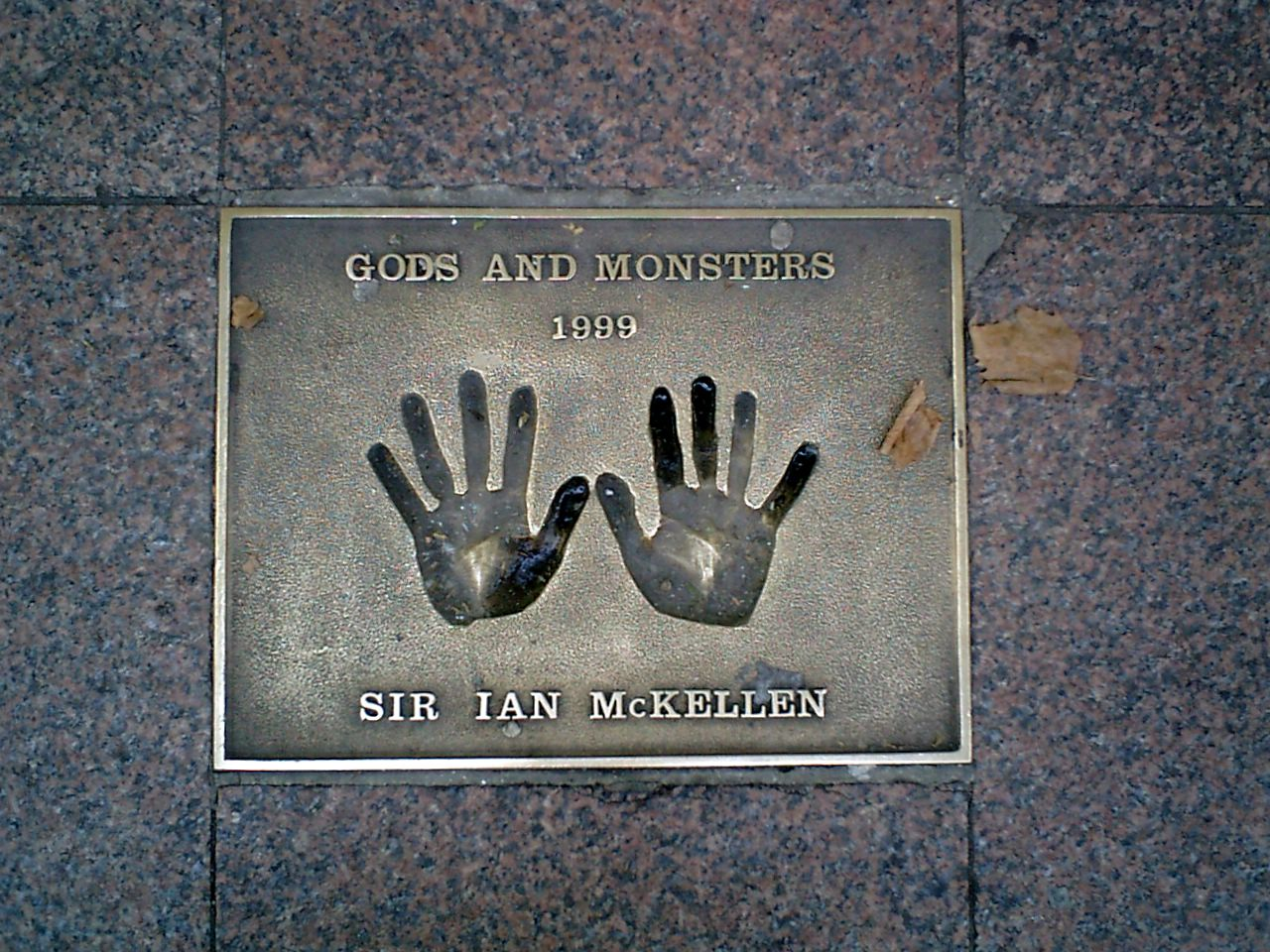
L'impronta delle mani di Ian McKellen sulla placca di Demoni e dei

Al cinema arriva tardi, come molti altri attori inglesi, dopo almeno dieci anni di teatro. L'interpretazione del personaggio di James Whale, regista degli anni trenta al centro del film Demoni e dei (1999) di Bill Condon, gli vale la sua prima candidatura all'Oscar come miglior attore protagonista. Nel 1988 gira a Brežice, in Slovenia, il video musicale Heart (brano che giunge alla posizione numero 1 in Regno Unito) del duo Pet Shop Boys, nel ruolo del vampiro. Nel 1999 McKellen viene preso, per la regia di Bryan Singer, per recitare nel ruolo del maestro del magnetismo e difensore della razza mutante Magneto in X-Men del 2000 e successivamente in X-Men 2 del 2003 e X-Men - Conflitto finale del 2006.
Viene scelto dal regista Peter Jackson per interpretare Gandalf nella trilogia de Il Signore degli Anelli, tratta dai romanzi di J. R. R. Tolkien. McKellen ha dichiarato di aver recitato ispirandosi al modo di parlare di Tolkien stesso (come fece lo scrittore per la parlata di Barbalbero, si dice ispirata a C. S. Lewis).
Per La Compagnia dell'Anello, l'attore ottiene la seconda nomination all'Oscar come miglior attore non protagonista. Per il ruolo di Gandalf era stato avvicinato dalla produzione anche Sean Connery, però l'attore scozzese ha rifiutato la parte perché non intendeva stare diciotto mesi in Nuova Zelanda anche perché lui stesso ha affermato di non essere mai riuscito a capire i romanzi. Inoltre ha prestato la voce a Gandalf anche in alcuni videogiochi dedicati alla trilogia cinematografica.
Nel 2006 interpreta sir Leigh Teabing nel film campione di incassi Il codice da Vinci. Nel 2012 è tornato nel ruolo di Gandalf nella trilogia di film dedicati a Lo Hobbit: Lo Hobbit - Un viaggio inaspettato e nei due sequel, Lo Hobbit - La desolazione di Smaug del 2013 e Lo Hobbit - La battaglia delle cinque armate nel 2014. Nel 2014 è protagonista del video musicale della canzone Listen to the Man di George Ezra. Lo stesso anno riprende il suo ruolo di Magneto in X-Men - Giorni di un futuro passato, ruolo che condivide con Michael Fassbender che ne interpreta la versione da giovane. Nel 2017 prende parte al nuovo live action della Disney La bella e la bestia, in cui ricopre il ruolo del magico orologio parlante Tockins, accanto a Luke Evans, già interprete di Bard nella trilogia de Lo Hobbit, in quello di Gaston.

## Filmografia

### Attore

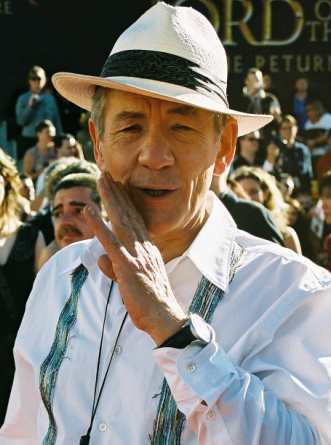
Ian McKellen a Wellington, Nuova Zelanda per la prima del film Il Signore degli Anelli - Il ritorno del re (2003)

#### Cinema
- A Touch of Love, regia di Waris Hussein (1969)
- Alfredo il Grande (Alfred the Great), regia di Clive Donner (1969)
- The Promise, regia di Michael Hayes (1969)
- Priest of Love, regia di Christopher Miles (1981)
- La fortezza (The Keep), regia di Michael Mann (1983)
- Plenty, regia di Fred Schepisi (1985)
- Zina, regia di Ken McMullen (1985)
- Scandal - Il caso Profumo (Scandal), regia di Michael Caton-Jones (1989)
- Last Action Hero - L'ultimo grande eroe (Last Action Hero), regia di John McTiernan (1993)
- The Ballad of Little Jo, regia di Maggie Greenwald (1993)
- 6 gradi di separazione (Six Degrees of Separation), regia di Fred Schepisi (1993)
- Una figlia in carriera (I'll Do Anything), regia di James L. Brooks (1994)
- L'Uomo Ombra (The Shadow), regia di Russell Mulcahy (1994)
- Jack & Sarah, regia di Tim Sullivan (1995)
- Riccardo III (Richard III), regia di Richard Loncraine (1995)
- Restoration - Il peccato e il castigo (Restoration), regia di Michael Hoffman (1995)
- Bent, regia di Sean Mathias (1997)
- Lo straniero che venne dal mare (Swept from the Sea), regia di Beeban Kidron (1997)
- Demoni e dei (Gods and Monsters), regia di Bill Condon (1998)
- L'allievo (Apt Pupil), regia di Bryan Singer (1998)
- X-Men, regia di Bryan Singer (2000)
- Il Signore degli Anelli - La Compagnia dell'Anello (The Lord of the Rings: The Fellowship of the Ring), regia di Peter Jackson (2001)
- Il Signore degli Anelli - Le due torri (The Lord of the Rings: The Two Towers), regia di Peter Jackson (2002)
- X-Men 2 (X-2), regia di Bryan Singer (2003)
- Emile, regia di Carl Bessai (2003)
- Il Signore degli Anelli - Il ritorno del re (The Lord of the Rings: The Return of the King), regia di Peter Jackson (2003)
- Follia (Asylum), regia di David Mackenzie (2005)
- Neverwas - La favola che non c'è (Neverwas), regia di Joshua Michael Stern (2005)
- Il codice da Vinci (The Da Vinci Code), regia di Ron Howard (2006)
- X-Men - Conflitto finale (X-Men: The Last Stand), regia di Brett Ratner (2006)
- For the Love of God, regia di Joe Tucker – cortometraggio (2007)
- The Academy, regia di Peter Hinton – cortometraggio (2009)
- The Academy Part 2: First Impressions, regia di Peter Hinton (2009)
- Lady Gray London, regia di John Cameron Mitchell – cortometraggio (2011)
- Lo Hobbit - Un viaggio inaspettato (The Hobbit: An Unexpected Journey), regia di Peter Jackson (2012)
- The Egg Trick, regia di Stephen Kroto – cortometraggio (2013)
- Wolverine - L'immortale (The Wolverine), regia di James Mangold (2013) - cameo non accreditato
- Lo Hobbit - La desolazione di Smaug (The Hobbit: The Desolation of Smaug), regia di Peter Jackson (2013)
- Miss in Her Teens, regia di Matthew Butler (2014)
- X-Men - Giorni di un futuro passato (X-Men: Days of Future Past), regia di Bryan Singer (2014)
- Lo Hobbit - La battaglia delle cinque armate (The Hobbit: The battle of Five Armies), regia di Peter Jackson (2014)
- Mr. Holmes - Il mistero del caso irrisolto (Mr. Holmes), regia di Bill Condon (2015)
- La bella e la bestia (Beauty and the Beast), regia di Bill Condon (2017)
- The Untold Tales of Armistead Maupin, regia di Jennifer M. Kroot (2017)
- Casa Shakespeare (All Is True), regia di Kenneth Branagh (2018)
- L'inganno perfetto (The Good Liar), regia di Bill Condon (2019)
- Cats, regia di Tom Hooper (2019)
- Infinitum: Subject Unknown, regia di Matthew Butler-Hart (2021)
- Hamlet Revenant, regia di Ken McMullen (2023)
- Il critico - Crimini tra le righe (The Critic), regia di Anand Tucker (2023)

#### Televisione
- The Indian Tales of Rudyard Kipling – serie TV, 1 episodio (1964)
- The Wednesday Play – serie TV, 1 episodio (1965)
- Sunday Out of Season, regia di John Nelson-Burton – film TV (1965)
- David Copperfield – serie TV, 9 episodi (1966)
- BBC Play of the Month – serie TV, 4 episodi (1968-1973)
- Solo – miniserie TV, 1 episodio (1970)
- Edward II, regia di Richard Marquand e Toby Robertson – film TV (1970)
- Hamlet, regia di David Giles – film TV (1970)
- The Tragedy of King Richard II, regia di Richard Cottrell e Toby Robertson – film TV (1971)
- ITV Saturday Night Theatre – serie TV, 1 episodio (1972)
- BBC Show of the Week – serie TV, 1 episodio (1972)
- Country Matters – miniserie TV (1972)
- Late Night Drama – serie TV, 1 episodio (1974)
- Jackanory – serie TV, 1 episodio (1978)
- BBC2 Playhouse – serie TV, 1 episodio (1979)
- A Performance of Macbeth, regia di Philip Casson – film TV (1979)
- Il giallo della poltrona – serie TV, 4 episodi (1980)
- Play for Today – serie TV, 1 episodio (1980)
- Walter, regia di Stephen Frears – film TV (1982)
- La primula rossa (The Scarlet Pimpernel), regia di Clive Donner – film TV (1982)
- Walter and June, regia di Stephen Frears – film TV (1983)
- Windmills of the Gods, regia di Lee Philips – film TV (1988)
- Countdown to War, regia di Patrick Lau – film TV (1989)
- Theatre Night – serie TV, 1 episodio (1990)
- Guerra al virus (And the Band Played On), regia di Roger Spottiswoode – film TV (1993)
- Armistead Maupin's Tales of the City – miniserie TV (1993)
- Cold Comfort Farm, regia di John Schlesinger – film TV (1995)
- Rasputin - Il demone nero (Rasputin: Dark Servant of Destiny), regia di Uli Edel – film TV (1996)
- David Copperfield, regia di Simon Curtis – film TV (1999)
- Churchill – serie TV, 3 episodi – documentario (2003)
- Coronation Street – serie TV, 10 episodi (2005)
- Extras – serie TV, 1 episodio (2006)
- Great Performances – serie TV, 1 episodio (2008)
- King Lear, regia di Trevor Nunn – film TV (2008)
- The Prisoner – miniserie TV, 6 episodi (2009)
- Doctor Who – serie TV, 1 episodio (2012)
- The Academy: Special, regia di Peter Hinton – film TV (2012)
- Vicious – serie TV, 14 episodi (2013-2016)
- The Five(ish) Doctors Reboot, regia di Peter Davison - special TV (2013)
- Il servo di scena (The Dresser), regia di Richard Eyre – film TV (2015)

### Doppiatore
- To Die For, regia di Peter Mackenzie Litten (1994)
- Il Signore degli Anelli: Le due torri (The Lord of the Rings: The Two Towers) - videogioco (2002)
- Il Signore degli Anelli: Il ritorno del re (The Lord of the Rings: The Return of the King) - videogioco (2003)
- I Simpson – serie TV, episodio 15x04 (2003)
- Il Signore degli Anelli: La Terza Era (The Lord of the Rings: The Third Age) - videogioco (2004)
- Il Signore degli Anelli: La battaglia per la Terra di Mezzo (The Lord of the Rings: The Battle for Middle-Earth) - videogioco (2004)
- The Magic Roundabout, regia di Dave Borthwick, Jean Duval e Frank Passingham (2005)
- Eighteen, regia di Richard Bell (2005)
- Displaced, regia di Martin Holland (2006)
- Doogal, regia di Dave Borthwick, Jean Duval e Frank Passingham (2006)
- Giù per il tubo (Flushed Away), regia di David Bowers e Sam Fell (2006)
- Il Signore degli Anelli: La battaglia per la Terra di Mezzo 2: L'ascesa del Re stregone (Lord of the Rings: The battle for Middle-earth II: The rise of the Witch-king) - videogioco (2006)
- Stardust, regia di Matthew Vaughn (2007) - voce narrante
- La bussola d'oro (The Golden Compass), regia di Chris Weitz (2007)
- Small-Time Revolutionary, regia di Miikka Leskinen – cortometraggio (2010)
- A Lost and Found Box of Human Sensation, regia di Stefan Leuchtenberg e Martin Wallner – cortometraggio (2010)
- E'gad, Zombies!, regia di Matthew Butler – cortometraggio (2010)
- Claude et Claudette, regia di Matthew Butler – cortometraggio (2011)
- LEGO Lo Hobbit (LEGO the Hobbit), videogioco (2014)
- Animal Crackers, regia di Scott Christian Sava, Tony Bancroft e Jaime Maestro (2017)
- I Griffin – serie TV, episodio 16x12 (2018)
- The One Note Man, regia di George Siougas – cortometraggio (2023)
- Ted – serie TV, episodi 1x01-1x03 (2024) - narratore

## Teatrografia parziale

### Attore

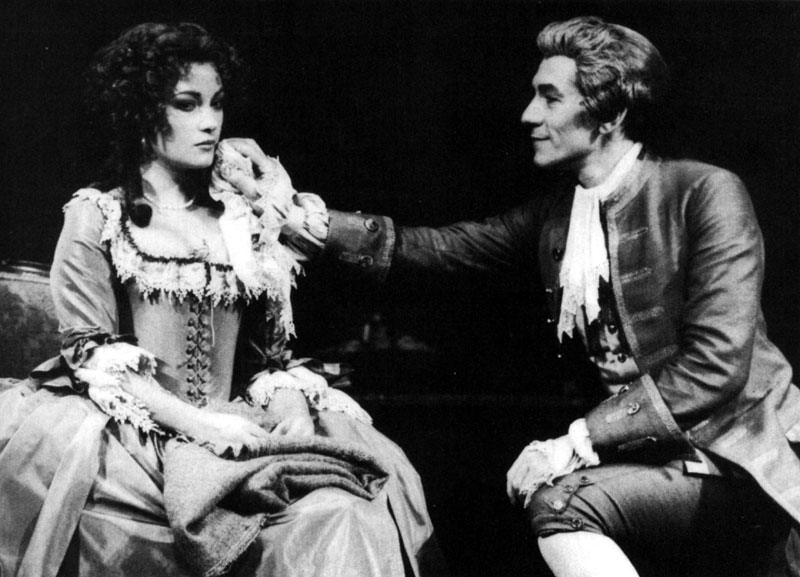
Ian McKellen in scena a Broadway con Jane Seymour in Amadeus (1981)

- Ian McKellen in scena a Broadway con Jane Seymour in Amadeus (1981)Un uomo per tutte le stagioni di Robert Bolt, regia di David Forder. Belgrade Theatre di Coventry (1961)
- When We Are Married di John Boynton Priestley, regia di Brian Bell. Belgrade Theatre di Coventry (1961)
- You Can Never Tell di George Bernard Shaw, regia di David Forder. Belgrade Theatre di Coventry (1961)
- Caffè Nero di Agatha Christie, regia di Brian Bell. Belgrade Theatre di Coventry (1961)
- End of Conflict di Barry England, regia di Anthony Richardson. Belgrade Theatre di Coventry (1961)
- Mr Pickwick di Stanley Young, tratto da Il Circolo Pickwick di Charles Dickens, regia di Brian Bell. Belgrade Theatre di Coventry (1961)
- Toad of Toad Hall di A. A. Milne, tratto da Il vento tra i salici di Kenneth Grahame, regia di Brian Bell. Belgrade Theatre di Coventry (1961)
- Il gabbiano di Anton Čechov, regia di Anthony Richardson. Belgrade Theatre di Coventry (1962)
- The Bride Comes Back di Ronald Millar, regia di Joe Tilney. Belgrade Theatre di Coventry (1962)
- Molto rumore per nulla di William Shakespeare, regia di Graham Crowden. Belgrade Theatre di Coventry (1962)
- Dieci piccoli indiani di Agatha Christie, regia di Geoffrey Edwards. Belgrade Theatre di Coventry (1962)
- The Irregular Verb to Love di Hugh Williams e Margaret Williams, regia di Geoffrey Edwards. Belgrade Theatre di Coventry (1962)
- Noah di André Obey, regia di Anthony Richardson. Belgrade Theatre di Coventry (1962)
- Semi-Detached di David Turner, regia di Anthony Richardson. Belgrade Theatre di Coventry (1962)
- Becket e il suo Re di Jean Anouilh, regia di Robert Chetwyn. Arts Theatre di Ipswich (1962)
- The Gazebo di Alec Coppell, regia di Robert Chetwyn. Arts Theatre di Ipswich (1962)
- Caste di Thomas William Robertson, regia di Robert Chetwyn. Arts Theatre di Ipswich (1962)
- The Big Killing di Philip Mackie, regia di Donald MacKechnie. Arts Theatre di Ipswich (1962)
- The Amorous Prawn di Anthony Kimmins, regia di Alan Gray. Arts Theatre di Ipswich (1962)
- The Keep di Gwyn Thomas, regia di Robert Chetwyn. Arts Theatre di Ipswich (1962)
- David Copperfield di Joan MacAlpine, dal romanzo di Charles Dickens. Arts Theatre di Ipswich (1962)
- Alladin and His Wonderful Lamp di Henry Marshall, regia di Robert Chetwyn e Donald MacKechnie. Arts Theatre di Ipswich (1962)
- Enrico V di William Shakespeare, regia di Robert Chetwyn. Arts Theatre di Ipswich (1963)
- Under Milk Wood di Dylan Thomas, regia di Robert Chetwyn. Arts Theatre di Ipswich (1963)
- Arsenico e vecchi merletti di Joseph Kesselring, regia di Alan Gray. Arts Theatre di Ipswich (1963)
- Lutero di John Osborne, regia di Robert Chetwyn. Arts Theatre di Ipswich (1963)
- The Big Contract di Barry England, regia di Anthony Richardson. Arts Theatre di Ipswich (1963)
- Lungo viaggio verso la notte di Eugene O'Neill, regia di Robert Chetwyn. Arts Theatre di Ipswich (1963)
- To Dorothy Son di Roger MacDougall, regia di Robert Chetwyn. Arts Theatre di Ipswich (1963)
- I, John Brown di John Hall, regia di Robert Chetwyn. Arts Theatre di Ipswich (1963)
- Salad Days di Julian Slades e Dorothy Reynolds, regia di Alan Gray. Arts Theatre di Ipswich (1963)
- The Corn is Green di Emlyn Williams, regia di Robert Chetwyn. Arts Theatre di Ipswich (1963)
- The Public Eye di Peter Shaffer, regia di Robert Chetwyn. Arts Theatre di Ipswich (1963)
- Serjeants Musgrave's Dance di John Arden, regia di Robert Chetwyn. Arts Theatre di Ipswich (1963)
- All in Good Time di Bill Naughton, regia di Robert Chetwyn. Arts Theatre di Ipswich (1963)
- Coriolano di William Shakespeare, regia di Tyrone Guthrie. Nottingham Playhouse di Nottingham (1963)
- The Life in my hands di Peter Ustinov, regia di Denis Carey. Nottingham Playhouse di Nottingham (1964)
- The Bashful Genius di Harold Canner, regia di Frank Dunlop. Nottingham Playhouse di Nottingham (1964)
- El alcalde de Zalamea di Pedro Calderón de la Barca, regia di John Neville. Nottingham Playhouse di Nottingham (1964)
- Saturday Evenings and Sunday Mornings, di David Brett, dal romanzo di Alan Sillitoe, regia di Frank Dunlop. Nottingham Playhouse di Nottingham (1964)
- Sir Tommaso Moro di Anthony Munday, Henry Chettle e William Shakespeare, regia di Frank Dunlop. Nottingham Playhouse di Nottingham (1964)
- A Scent of Flowers di James Saunders, regia di Shirley Butler. Duke of York's Theatre di Londra (1964)
- Molto rumore per nulla di William Shakespeare, regia di Franco Zeffirelli. National Theatre e Old Vic di Londra (1965)
- Armstrong's Last Goodnight di John Arden. National Theatre di Londra, Chichester, Bristol, Nottingham (1965)
- Trelawny of the "Wells" di Arthur Wing Pinero, regia di Desmond O'Donovan. National Theatre di Londra, Chichester, Bristol, Nottingham (1965)
- A Lily in Little India scritto e diretto da Donald Howarth. Hampstead Theatre e St Martin's Theatre di Londra (1965)
- Their Very Own and Golden City di Arnold Wesker, regia di John Dexter e Bill Gaskill. Royal Court Theatre di Londra (1966)
- L'uomo del destino di George Bernard Shaw, regia di Robert Kidd. Mermaid Theatre di Londra (1967)
- The Promise di Aleksei Nikolaevič Arbuzov, regia di Frank Hauser. Oxford Playhouse di Londra (1967)
- The Promise di Aleksei Nikolaevič Arbuzov, regia di Frank Hauser. Henry Miller's Theatre di New York (1967)
- The White Liars e Black Comedy di Peter Shaffer. Lyric Theatre di Londra (1968)
- Riccardo II, di William Shakespeare, regia di Richard Cotrell. Edimburgo, tour britannico ed europeo, Mermaid Theatre e Piccadilly Theatre di Londra (1968)
- Le Baccanti, di Euripide, regia di Anthony Tuckey. Liverpool Playhouse di Liverpool (1969)
- Edoardo II, di Christopher Marlowe, regia di Toby Robertson. Edimburgo, tour britannico ed europeo, Mermaid Theatre e Piccadilly Theatre di Londra (1969)
- An Evening of Free Greek Music and Drama testo e regia di Milos Volonakis. Royal Albert Hall di Londra (1970)
- Billy's Last Stand di Barry Hines, regia di Michael Wearing. Royal Court Theatre di Londra (1970)
- L'ufficiale reclutatore di George Farquhar, regia di Richard Cottrell. Tour inglese (1970)
- Chips with Everything di Arnold Wesker, regia di Richard Cottrell. Tour inglese (1970)
- Amleto di William Shakespeare, regia di Robert Chetwyn. Tour britannico ed europeo (1971)
- Il canto del cigno di Anton Čechov, regia di David William. Crucible Theatre di Sheffield (1971)
- Ruling the Roost di Georges Feydeau, regia di Richard Cottrell. Tour britannico, Cambridge, Edimburgo (1972)
- Peccato che sia una sgualdrina di John Ford, regia di David Giles. Tour britannico, Cambridge, Edimburgo (1972)
- The Three Arrows di Iris Murdoch, regia di Noel Willman. Cambridge Arts di Cambridge (1972)
- La via del mondo di William Congreve, regia di David William. Tour britannico, Cambridge, Edimburgo, Brooklyn Academy of Music di New York (1973)
- The Wood Demon di Anton Čechov, regia di David Gilles. Tour britannico, Cambridge, Edimburgo, Brooklyn Academy of Music di New York (1973)
- Knots di R. D. Laing, regia di Edward Petherbridge. Tour britannico, Cambridge, Edimburgo, Brooklyn Academy of Music di New York (1973)
- Re Lear di William Shakespeare, regia di David William. Tour britannico, Cambridge, Edimburgo, Brooklyn Academy of Music di New York (1973)
- Peccato che sia una sgualdrina di John Ford, regia di David Giles. Wimbledon Theatre di Londra (1974)
- La tragica storia del Dottor Faust di Christopher Marlowe, regia di John Barton. Festival di Edimburgo, Aldwych Theatre di Londra (1974)
- The Marquis of Keith di Frank Wedekind, traduzione e regia di Ronald Eyre. Aldwych Theatre di Londra (1974)
- Re Giovanni scritto e diretto da John Barton. Aldwych Theatre di Londra (1975)
- Ashes regia di David Rudkin, regia di Ron Daniels. Young Vic di Londra (1975)
- Troppo vero per essere bello di George Bernard Shaw, regia di Clifford Williams. Aldwych Theatre e Gielgud Theatre di Londra (1975)
- Romeo e Giulietta di William Shakespeare, regia di Trevor Nunn. Royal Shakespeare Theatre di Stratford-upon-Avon, Newcastle upon Tyne e Aldwych Theatre di Londra (1976)
- Il racconto d'inverno di William Shakespeare, regia di John Barton, Barry Kyle e Trevor Nunn. Royal Shakespeare Theatre di Stratford-upon-Avon (1976)
- Macbeth di William Shakespeare, regia di Trevor Nunn. Other Place e Royal Shakespeare Theatre di Stratford-upon-Avon, Gulbenkian Theatre di Newcastle upon Tyne, Donmar Warehouse e Young Vic di Londra (1976)
- L'alchimista di Ben Jonson, regia di Trevor Nunn. The Other Place di Stratford-upon-Avon, Aldwych Theatre di Londra (1977)
- Ogni bravo ragazzo merita un favore di Tom Stoppard, regia di Trevor Nunn. Barbican Centre di Londra (1977)
- I pilastri della società di Henrik Ibsen, regia di John Barton (1977)
- I giorni della comune di Bertolt Brecht, regia di Howard Davies. Aldwych Theatre di Londra (1977)
- A Miserable and Lonely Death di Norman Fenton e Jon Blair, regia di Howard Davies. Aldwych Theatre di Londra (1978)
- La dodicesima notte di William Shakespeare, regia di Jon Amiel e Trevor Nunn. Tour britannico (1978)
- Is There Honey Still for Tea? di Roger Rees. Tour britannico (1978)
- Tre sorelle di Anton Čechov, regia di Trevor Nunn. Tour britannico (1978)
- Bent di Martin Sherman, regia di Robert Chetwyn. Royal Court Theatre e Criterion Theatre di Londra (1979)
- Eagle in New Mexico di D.H. Lawrence, regia di Patrick Garland. Santa Fe (1980)
- Amadeus di Peter Shaffer, regia di Peter Hall. Broadhurst Theatre di New York (1980)
- Ogni bravo ragazzo merita un favore di Tom Stoppard, regia di Trevor Nunn. Barbican Centre di Londra (1982)
- Cowardice di Sean Mathias, regia di Anthony Page. Richmond, Bath, Brighton, Londra (1983)
- Venice Preserv'd or A Plot Discovered di Thomas Otway, regia di Peter Gill. National Theatre di Londra (1984)
- Wild Honey, da Anton Čechov, adattato da Michael Frayn, regia di Chrostopher Morahan. National Theatre di Londra (1984)
- Coriolano di William Shakespeare, regia di Peter Hall. National Theatre di Londra (1984)
- La duchessa di Amalfi di John Webster, regia di Philip Prowse. National Theatre di Londra (1985)
- Il vero ispettore Hound, scritto e diretto da Tom Stoppard. National Theatre di Londra (1985)
- Il critico di Richard Brinsley Sheridan, regia di Sheila Hancock. National Theatre di Londra (1985)
- Il giardino dei ciliegi di Anton Čechov, regia di Mike Alfreds. National Theatre di Londra (1985), International Theatre Festival di Chicago (1986)
- Wild Honey, da Anton Čechov, adattato da Michael Frayn, regia di Chrostopher Morahan. Virginia Theatre di New York (1986)
- Henceforward di Alan Ayckbourn. Vaudeville Theatre di Londra (1988)
- Bent di Martin Sherman, regia di Robert Chetwyn. Adelphi Theatre di Londra (1989)
- Otello di William Shakespeare, regia di Trevor Nunn. The Other Place di Stratford-upon-Avon, Young Vic di Londra (1989)
- Una patatina nello zucchero di Alan Bennett, regia di Sean Mathias. Haymarket Theatre di Londra (1990)
- Riccardo III di William Shakespeare, regia di Richard Eyre. National Theatre di Londra, Tokyo, Nottingham, Cardiff, Leeds, Belfast, Amburgo, MIlano, Parigi, Cork, Il Cairo, Praga, Bucharest, Leipzig, Dresda ed Edimburgo (1990)
- Re Lear di William Shakespeare, regia di Deborah Warner. National Theatre di Londra, Tokyo, Nottingham, Cardiff, Leeds, Belfast, Amburgo, MIlano, Parigi, Cork, Il Cairo, Praga, Bucharest, Leipzig, Dresda ed Edimburgo (1990)
- Napoli milionaria! di Eduardo De Filippo, regia di Richard Eyre. National Theatre di Londra (1991)
- Zio Vanja di Anton Čechov, regia di Sean Mathias. National Theatre di Londra (1992)
- Riccardo III di William Shakespeare, regia di Richard Eyre. Tour statunitense (1992)
- Un nemico del popolo di Henrik Ibsen, tradotto da Christopher Hampton, regia di Trevor Nunn. National Theatre di Londra (1997)
- Peter Pan di J. M. Barrie, regia di John Caird. National Theatre di Londra (1997)
- Un nemico del popolo di Henrik Ibsen, tradotto da Christopher Hampton, regia di Trevor Nunn. Ahmanson Theatre di Los Angeles (1998)
- Il gabbiano di Anton Čechov, regia di Jude Kelly. West Yorkshire Playhouse di Leeds (1998)
- Il divo Garry di Noël Coward, regia di Malcolm Sutherland. West Yorkshire Playhouse di Leeds (1998)
- La tempesta di William Shakespeare, regia di Jude Kelly. West Yorkshire Playhouse di Leeds (1999)
- Danza di morte di August Strindberg, regia di Sean Mathias. Broadhurst Theatre di New York (2001), Lyric Shaftersbuty Ave di Londra (2001)
- Danza di morte di August Strindberg, regia di Sean Mathias. Theatre Royal di Sydney (2004)
- Aladino e la lampada meravigliosa di Billy Brown, regia di Sean Mathias. Old Vic di Londra (2004)
- The Cut di Mark Ravenhill, regia di Michael Grandage. Donmar Warehouse di Londra (2006)
- Re Lear di William Shakespeare, regia di Trevor Nunn. Courtyard Theatre di Stratford-upon-Avon, tour mondiale (2007)
- Il gabbiano di Anton Čechov, regia di Trevor Nunn. Courtyard Theatre di Stratford-upon-Avon, tour mondiale (2007)
- Aspettando Godot di Samuel Beckett, regia di Sean Mathias. Tour britannico, Haymarket Theatre di Londra (2009)
- Il sindaco del rione Sanità di Eduardo De Filippo, regia di Sean Mathias. Minerva Theatre di Chichester e tour britannico (2011)
- Terra di nessuno di Samuel Beckett, regia di Sean Mathias. Berkeley Rep di Berkeley e Cort Theatre di New York (2013)
- Aspettando Godot di Samuel Beckett, regia di Sean Mathias. Cort Theatre di New York (2013)
- Terra di nessuno di Samuel Beckett, regia di Sean Mathias, con Patrick Stewart. Tour britannico e Wyndham's Theatre di Londra (2016)
- Re Lear di William Shakespeare, regia di Jonathan Munby. Minerva Theatre di Chichester (2017)
- Re Lear di William Shakespeare, regia di Jonathan Munby. Duke of York's Theatre di Londra (2018)
- Amleto di William Shakespeare, regia di Sean Mathias. Theatre Royal di Windsor (2021)
- Il giardino dei ciliegi di Anton Čechov, regia di Sean Mathias. Theatre Royal di Windsor (2021)
- Mother Goose di Jonathan Harvey e Cal McCrystal. Tour britannico e Duke of York's Theatre di Londra (2022)
- Frank and Percy di Ben Weatherill, regia di Sean Mathias. Theatre Royal di Windsor, Theatre Royal di Bath (2023)
- Player King, da Enrico IV, parte I e parte II di William Shakespeare, adattamento e regia di Robert Icke. Duke of York's Theatre di Londra (2024)

### Regista
- La strana voglia di Jean di Jay Presson Allen. Liverpool Playhouse di Liverpool (1969)
- Tre mesi fa di Howarth Donald. Liverpool Playhouse di Liverpool (1969)
- Il vero ispettore Hound di Tom Stoppard. Phoenix Theatre di Leicester (1972)
- Erpingham Camp di Joe Orton. Watford Theatre di Londra (1972)
- A Private Matter di Ronald Mavor. Vaudeville Theatre di Londra (1973)
- The Clandestine Marriage di George Colman il Vecchio e David Garrick. Savoy Theatre di Londra (1975)

### One Man Show
- Words, Words, Words, scritto e diretto da Ian McKellen. Edimburgo, Belfast, tour dello Yorkshire (1976)
- Acting Shakespeare, scritto e diretto da Ian McKellen. St. Cecilia's Hall di Edimburgo, Arts Theatre di Belfast (1977), Wolsey Theatre di Ipswich (1978), Copenaghen, Oslo, Bergen, Karlstad, Göteborg, Stoccolma (1980), Broadhurst Theatre di New York (1981), tour di Spagna, Francia, Israele, Cipro, Polania, Romania, Amherst College di Amherst, Folger Theatre di Washington (1982), Lisbona, Madrid, Nicosia, Haifa, Tel Aviv, Rehovot, Gerusalemme, Varsavia, Parigi, Los Angeles (1983), Oxford, Ottawa, Kingston, Toronto (1984), National Theatre di Londra (1986), San Francisco, Washington, Princeton, Baltimora, Cleveland, San Diego, Londra (1987), Bristol, Nottingham, Birmingham, Dublino, Belfast, Leicester, Wakefield, Edimburgo, Manchester, Londra, Wilmington (1988), Jersey City (1990)
- A Knight Out , scritto e diretto da Ian McKellen. Lyceum Theatre di New York, Market Theatre di Johannesburg, Brighton, Burmingham, Edimburgo (1994), Glasgow (1995), Londra (1996), Bruxelles, Los Angeles (1997), Vancouver (2002), Los Angeles (2006), Sheffield (2009)
- An Audience with Ian McKellen, di Brian Sibley. The Space di Londra (2003)
- Ian McKellen on Stage, scritto e diretto da Ian McKellen, tour della Nuova Zelanda (2012)
- Shakespeare, Tolkien, Others and You, scritto e diretto da Ian McKellen, Park Theatre di Londra (2017)
- Ian McKellen on Stage - With Tolkien, Shakespeare, Others and YOU, scritto da Ian McKellen, e diretto da Sean Mathias, Londra, Richmond, Windsor, Bristol, Hornchurch, Swansea, Aberystwyth, Newton, Mold, Bath, Norwich, Chichester, Bury Saint Edmunds, Northampton, Colchester, Norwich, King's Lynn, Oxford, Jersey, Aylesbury, Gloucestershire, Cambridge, Wigan, Stockport, Liverpool, Coventry, Blackpool, Burnley, Bolton, Lancaster, Buxton, Leicester, Sheffield, Wakefield, Manchester, Stockton-On-Tees, Barnsley, Doncaster, Hill, York, Birmingham, Nottingham, Cardiff, Exeter, Stratford, Belfast, Londonderry, Ballymena, Newton Abbot, Dundee, Pitlochry, Inverness, Aberdeen, Newcastle Upon Tyne, Keswick, Edinburgh, Orkney (2019)

## Premi e riconoscimenti
- Premio Oscar
  - 1999 - Nomination al miglior attore per Demoni e dei
  - 2002 - Nomination al miglior attore non protagonista per Il Signore degli Anelli - La Compagnia dell'Anello

- Golden Globe
  - 1996 - Nomination al miglior attore in un film drammatico per Riccardo III
  - 1997 - Miglior attore non protagonista in una serie per Rasputin - Il demone nero
  - 1999 - Nomination al miglior attore in un film drammatico per Demoni e dei

- Premio Emmy
  - 1994 - Nomination al miglior attore non protagonista in una mini-serie o film per la televisione per Guerra al virus
  - 1996 - Nomination al miglior attore non protagonista in una mini-serie o film per la televisione per Rasputin - Il demone nero
  - 2007 - Nomination alla miglior guest star in una serie comica per Extras
  - 2009 - Nomination al miglior attore in una mini-serie o film per la televisione per King Lear
  - 2010 - Nomination al miglior attore in una mini-serie o film per la televisione per The Prisoner

- Tony Award
  - 1981 - Miglior attore protagonista in uno spettacolo per Amadeus
  - 1984 - Nomination al miglior attore protagonista in uno spettacolo per Ian McKellen: Acting Shakespeare

- Drama Desk Award
  - 1974 - Outstanding Performance per The Wood Demon e Re Lear
  - 1981 - Outstanding Actor in a Play per Amadeus
  - 1984 - Outstanding Solo Performance per Ian McKellen: Acting Shakespeare
  - 1987 - Nomination Outstanding Actor in a Play per Wild Honey

- Laurence Olivier Award
  - 1977 - Miglior attore per Le colonne della società
  - 1978 - Miglior performance comica per L'alchimista
  - 1979 - Miglior attore per Bent
  - 1984 - Miglior attore per Wild Honey
  - 1986 - Nomination Miglior attore per Il giardino dei ciliegi
  - 1990 - Nomination Miglior attore per Otello
  - 1991 - Miglior attore per Riccardo III
  - 1992 - Nomination Miglior attore per Zio Vanja
  - 2008 - Nomination Miglior attore per Re Lear
  - 2017 - Nomination Miglior attore per Terra di nessuno
  - 2019 - Nomination Miglior attore per Re Lear
  - 2020 - Premio speciale per Ian McKellen on Stage - With Tolkien, Shakespeare, Others and YOU

- San Diego Film Critics Society Awards
  - 1998 - Migliore attore per Demoni e dei

## Doppiatori italiani
Nelle versioni in italiano delle opere in cui ha recitato, Ian McKellen è stato doppiato da:
- Carlo Sabatini in Restoration - Il peccato e il castigo, X-Men, X-Men 2, X-Men - Conflitto finale, Wolverine - L'immortale, X-Men - Giorni di un futuro passato
- Gianni Musy ne Il Signore degli Anelli - La Compagnia dell'Anello, Il Signore degli Anelli - Le due torri, Il Signore degli Anelli - Il ritorno del re, Extras
- Dario Penne ne La primula rossa, Scandal - Il caso Profumo, Una figlia in carriera
- Carlo Valli in Guerra al virus, Mr. Holmes - Il mistero del caso irrisolto, Il critico - Crimini tra le righe
- Pietro Biondi in Neverwas - La favola che non c'è, La bella e la bestia, Casa Shakespeare
- Gigi Proietti ne Lo Hobbit - Un viaggio inaspettato, Lo Hobbit - La desolazione di Smaug, Lo Hobbit - La battaglia delle cinque armate
- Sergio Graziani in Demoni e dei, L'allievo
- Gino La Monica in Alfredo il Grande, Il servo di scena
- Cesare Barbetti in Plenty, Il codice da Vinci[18]
- Luciano De Ambrosis in Last Action Hero - L'ultimo grande eroe, 6 gradi di separazione
- Sergio Di Stefano ne Lo straniero che venne dal mare, Follia
- Saverio Moriones in Cold Comfort Farm, Mr. Holmes - Il mistero del caso irrisolto (ridoppiaggio)
- Pino Ammendola ne La fortezza
- Gianfranco Bellini ne L'Uomo Ombra
- Paolo Lombardi in Jack & Sarah
- Dario Oppido in Bent
- Giancarlo Giannini in Riccardo III
- Diego Reggente in Rasputin - Il demone nero
- Renato Mori in The Prisoner
- Michele Kalamera in L'inganno perfetto
- Massimo Foschi in Cats

Da doppiatore è sostituito da:
- Gianni Musy ne Il Signore degli Anelli: Il ritorno del re, Il Signore degli Anelli: La battaglia per la Terra di Mezzo, Il Signore degli Anelli: La Terza Era, I Simpson, Stardust
- Luciano De Ambrosis in Giù per il tubo
- Paolo Buglioni ne La bussola d'oro
- Michele Kalamera in Doctor Who
- Claudio Moneta in Animal Crackers
- Elio Zamuto ne I Griffin